# D'après une histoire vraie
Pour les articles homonymes, voir Based on a True Story.
D'après une histoire vraie est un roman de Delphine de Vigan paru le 26 août 2015 aux éditions Jean-Claude Lattès. Après avoir obtenu le prix Renaudot et le prix Goncourt des lycéens en 2015, il a été adapté au cinéma sous le même titre par Roman Polanski en 2017.

## Résumé
Après la parution de son dernier roman, la narratrice, prénommée Delphine, qui s'exprime à la première personne, a cessé d’écrire. Ce mutisme vient d’une fragilité qui se trouve amplifiée par des lettres anonymes l’accusant d’avoir fait beaucoup de mal à sa famille dans son précédent roman.
Une femme qu’elle nomme L. surgit dans sa vie. Et bientôt, L. déploie son emprise sur la narratrice afin qu'elle écrive le roman que L. veut lire, empreint de réalité plutôt que de fiction. Méthodiquement, elle isole la romancière qui se laisse faire. L. exploite la fragilité du personnage, la coupant de ses proches et de ses lecteurs, jusqu’à prendre sa place.

## Réception critique
Le Figaro considère ce thriller psychologique comme une « lecture indispensable » de la rentrée littéraire 2015.
L'Express le présente comme « un incontournable » de la rentrée, quand Le Point souligne « un grand roman de manipulation ».

## Prix
L'ouvrage a été récompensé en 2015 par le prix Renaudot et le prix Goncourt des lycéens.

## Éditions
- D'après une histoire vraie, Éditions Jean-Claude Lattès, 2015 (ISBN 2709648520)
- D'après une histoire vraie, Le Livre de poche, 2017 (ISBN 9782253068631)

## Adaptation
- 2017 : D'après une histoire vraie de Roman Polanski